# Dubai Healthcare City

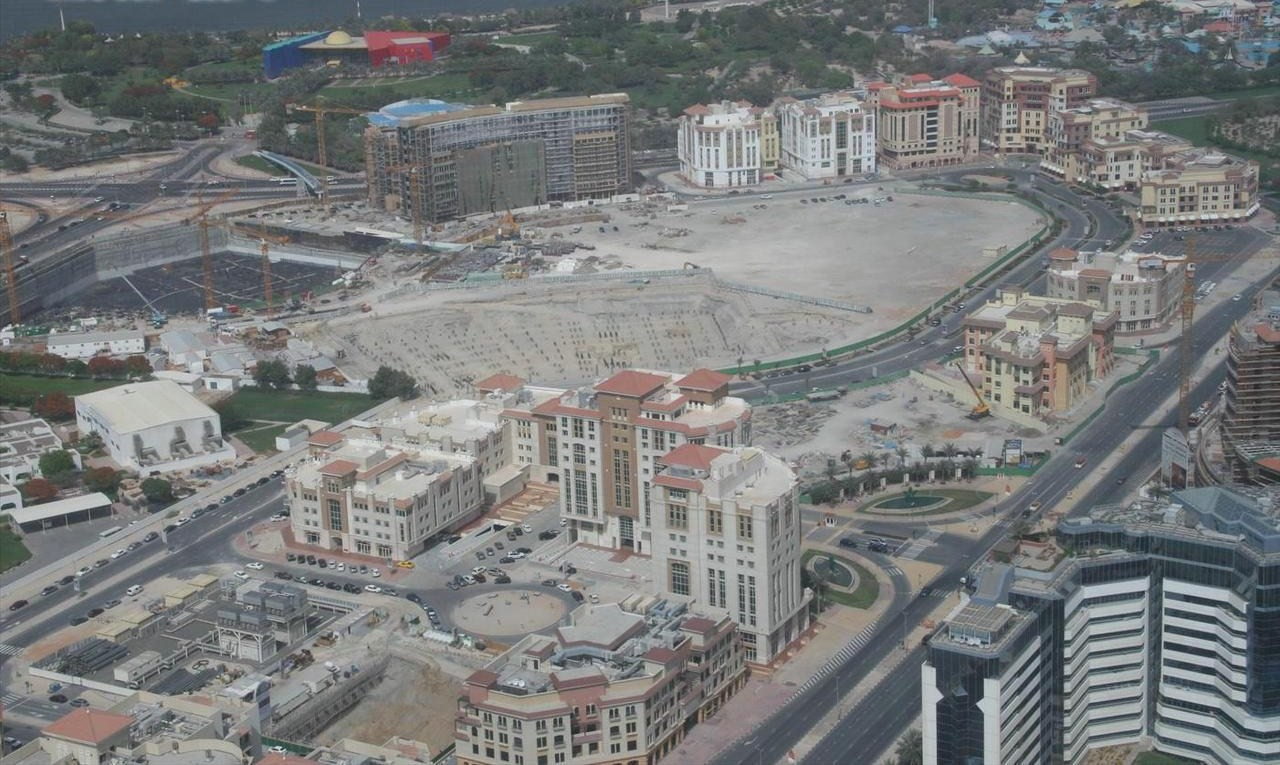
Dubai Healthcare City, Mai 2007

Dubai Healthcare City (DHCC; arabisch مدينة دبي الطبية, DMG Madīnat Dubayy aṭ-ṭibbiyya) ist eine weitere Freihandelszone in Dubai in den Vereinigten Arabischen Emiraten, welche sich an Unternehmen der Gesundheits- und Pharmaindustrie richtet. Wie andere Freihandelszonen bietet Dubai Healthcare City den Unternehmen eine exzellente Infrastruktur, Steuerfreiheit und Zugang zu internationalen Märkten. Die Vereinigten Arabischen Emirate haben sich im Nahen Osten und zunehmend darüber hinaus zu einem Zentrum des „Medizin-Tourismus“ entwickelt, 2010 werden bereits 11,2 Millionen Gesundheitstouristen erwartet, ein Großteil davon dürfte sich in der Dubai Healthcare City wiederfinden.
Die Planung sieht vor, dass rund 350 Kliniken, Diagnosezentren und gesundheitsbezogene Einrichtungen, dazu Hotels, Apartmenthäuser, Personalunterkünfte und Versorgungsbetriebe zum weltweit größten „Gesundheits-Kampus“ ausgebaut werden. Ganz ohne ideologische Verbrämung bekennt man sich in der Dubai Healthcare City zum kommerziellen Charakter des modernen Gesundheitswesens. Um den gewaltigen institutionellen und personellen Bedarf zu decken, sind Kontakte zu zahlreichen Entscheidern der Fachwelt geknüpft und ebenso zahlreiche persönliche Angebote ausgesendet worden. Der Ehrgeiz des Projektes ist nicht zuletzt, ein unübersehbares „Center of Excellence“ in der gesamten Medizinwelt zu werden.
Das Besondere ist auch hier die thematische Klusterbildung: Auf relativ kompakten Raum sind alle medizinrelevanten Einrichtungen und Anbieter schnell erreichbar, bei Konkurrenzsituation auch besser vergleichbar. Als „Unternehmen“ sind hier auch sämtliche Dienstleistungseinrichtungen einzuordnen, sofern sie sich im weitesten Sinn mit dem Gesundheitsthema befassen:
- Kliniken, z. B. als Ableger bekannter ausländischer Kliniken, Hochschulkliniken, Stiftungskliniken usw. aller allgemein- oder fachmedizinischer Richtungen, Rehabilitations-Einrichtungen;
- zahlreiche Arztpraxen, auch Gemeinschaftspraxen aller Fachrichtungen, Ambulatorien, Diagnose- und Therapie-Anbieter;
- mehrere Apotheken;
- medizinische Aus- und Fortbildungseinrichtungen (z. B. als Partner oder Filialen ausländischer medizinischer Fachschulen, Fachhochschulen und medizinischer Fakultäten);
- Einrichtungen der medizinischen Ernährungsforschung, Nahrungsmittelforschung;
- Medizin-Business (Großhandel, Einzelhandel und Marketing) von Pharmazeutika, Medizintechnik, Krankenhausbedarf, Heil- und Hilfsmitteln;
- komplementäre und alternative Medizin, z. B. Chiropraktik, Naturheilverfahren, Akupunktur.